# В'язовка (Алнаський район)
В'я́зовка (рос. Вязовка) — присілок у складі Алнаського району Удмуртії, Росія.

## Населення
Населення — 60 осіб (2010; 67 в 2002).
Національний склад станом на 2002 рік:
- удмурти — 78 %

## Історія
Присілок був заснований як починок вихідцями із Уржума та Вятки і названий через гай в'язів, що зростали тут. Першого жителя вважають Івана Єрмакова. З 1924 року входить до складу Азаматовської сільради спочатку Алнаської волості, з 1929 року — Алнаського району, а у період 1963–1965 років — Можгинського району. На початку 1930-их років у присілку був утворений колгосп «Червона В'язовка», який очолював Михайло Жуков.

## Урбаноніми[5]
- вулиці — Садова